# Tom Stubbe
Tom Stubbe (Blankenberge, 26 de mayo de 1981) es un ciclista belga.

## Biografía
Estudió arquitectura antes de hacerse profesional. Hizo carreras profesionales al final del año 2004 aun siendo amateur con el equipo Relax-Bodysol Tom Stubbe comenzó su carrera profesional en 2005 en la formación de Chocolade Jacques-Topsport Vlaanderen. Estuvo tres temporadas durante el cual obtuvo varios lugares de honor, con un tercer puesto en el Tour del Porvenir de 2006 y un segundo puesto en la Flecha flamenca en 2007. En 2008 fue reclutado por el equipo francés del Pro Tour la Française des Jeux junto con su compañero Jelle Vanendert. Él obtuvo la 10.ª posición en la Tirreno-Adriático.

## Palmarés
2002
- 1 etapa del Tríptico de Barrages

2004
- 1 etapa del Tríptico de Barrages
- Tour de Loir-et-Cher

## Resultados en Grandes Vueltas
| Carrera | Carrera         | 2005 | 2006 | 2007 | 2008 | 2009 | 2010 | 2011 |
| ------- | --------------- | ---- | ---- | ---- | ---- | ---- | ---- | ---- |
|         | Giro de Italia  | —    | —    | —    | Ab.  | —    | —    | —    |
|         | Tour de Francia | —    | —    | —    | —    | —    | —    | —    |
|         | Vuelta a España | —    | —    | —    | —    | —    | —    | —    |

—: No participa

Ab.: Abandona